# William Muspratt
William Muspratt (* 1759 in Maidenhead; † ~1793–1798) war ein englischer Seemann auf dem britischen Handelsschiff HMS Bounty, der als Deserteur und Meuterer zum Tode verurteilt, aber aufgrund eines Verfahrensfehlers freigesprochen wurde.

## Leben

### Auf der Bounty

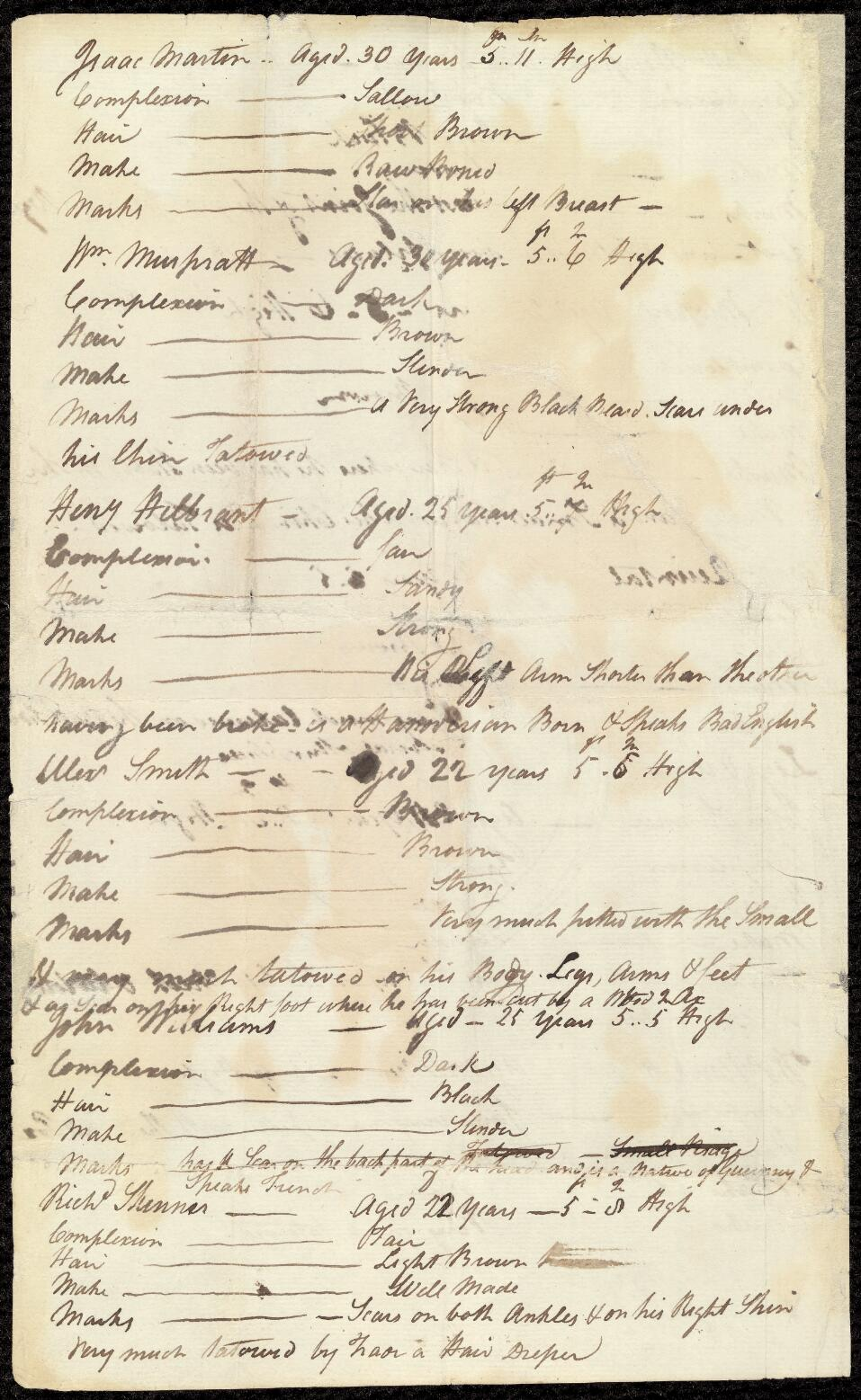
Eine Seite aus Blighs persönlichem Notizbuch mit seiner Beschreibung von Isaac Martin, William Muspratt, Henry Hilbrand, Alexander Smith, John Williams und Richard Skinner. National Library of Australia.

Muspratt schrieb sich am 23. Oktober 1787 in Gravesend als Vollmatrose (Able Seaman) im Alter von 27 Jahren und aus Maidenhead, Berkshire, stammend in die Musterungsrolle der Bounty unter Lt. William Bligh ein. Die Mission der Bounty, die Brotfrucht von Tahiti nach Jamaika zu transportieren, begann am 23. Dezember 1787.
An Bord übernahm Muspratt die Funktionen eines Schneiders (Tailor) und Gehilfe des Schiffskochs Thomas Hall, mit dem er sich auch eine Koje teilte. Während der mehrmonatigen Fahrt nach Tahiti und der ersten Wochen des Aufenthaltes dort, ist er in keiner nennenswerten Weise aufgefallen. Zusammen mit Charles Churchill und John Millward desertierte er in den Morgenstunden des 5. Januars 1789 vom Schiff unter Mitführung mehrerer Musketen. Die Flüchtigen wurden am 22. Januar 1789 in Tettahah (Faa’a), dem westlichsten Distrikt Tahitis, ausfindig gemacht und am folgenden Tag zurück an Bord gebracht. Bligh belegte sie mit der Bestrafung der Auspeitschung; Churchill zu vierundzwanzig, Muspratt und Millward zu je achtundvierzig Hieben. Die Bestrafung wurde je zur Hälfte am 24. Januar und 5. Februar ausgeführt, worauf die Deserteure von den Ketten genommen wieder ihren Dienst aufnehmen konnten. Allerdings drohte ihnen bei erfolgter Rückkehr nach England ein Verfahren vor einem Seegericht, wo ihnen für das Vergehen die Todesstrafe drohte. Alle drei richteten deshalb noch vor Tahiti ein Schreiben an Bligh, mit der Bitte um ein mildes Wort gegenüber dem Gericht.
Bei Ausbruch der Meuterei am 28. April 1789 kurz nach fünf Uhr morgens, hielten sich Muspratt und Hall bereits an Deck auf, obwohl sie nicht der diensthabenden dritten Wache angehörten. Über Muspratts Rolle in der Meuterei liegen kaum detaillierte Aussagen vor. Zwar wurde er von mehreren Zeugen zumeist auf dem Vordeck beim vorderen Deckaufstieg stehend gesehen, doch weil er sich offenbar die ganze Zeit eher passiv verhielt und abseits vom Geschehen aufhielt, konnte keiner der Zeugen eine sichere Aussage über seine Haltung tätigen. Einige konnten sich überhaupt nicht an ihn erinnern. Allerdings wurde er bei fortschreitender Schiffsübernahme von Steuermann John Fryer, Bootsmann William Cole und Fähnrich Thomas Hayward eine Muskete in den Händen haltend gesehen. Anders als Hall stieg Muspratt nicht mit in die Barkasse, auch vermied er gegenüber Bligh seine Loyalität zu bekunden. Wie alle auf der Bounty zurückgebliebenen wurde er deshalb von Bligh zu den Meuterern gezählt und folgend beschrieben: Wm. Muspratt, 30 Jahre alt, 5 Fuß und 6 Zoll hoch, dunkler Teint, braunes Haar, schlanke Gestalt; sehr dichter schwarzer Bart, Narben unter dem Kinn, tätowiert.

### Auf Tahiti
Auch während des Siedlungsversuchs der Meuterer auf Tubuai, fiel Muspratt dem hierüber berichtenden James Morrison nicht weiter auf. Bei der Rückkehr nach Tahiti am 22. September 1789 gehörte er zu jenen sechzehn Seemännern, die nach der Abfahrt der Bounty am Abend desselben Tages hier zurückgeblieben sind. Er fand mit anderen Kameraden gastfreundliche Aufnahme bei einem Onkel des jungen Königs Otoo (Pomaré II.). Mit seinen Kameraden beteiligte er sich am Bau eines Schoners und an den Kämpfen gegen die Feinde des Königs.
Als am 23. März 1791 die HMS Pandora in die Matavai-Bucht einfuhr, hielt sich Muspratt mit einigen anderen Kameraden gerade in einem der südlichen Distrikte von Tahiti auf. Als ein Seegang mit ihrem Schoner misslang, entschloss sich die Gruppe ein Versteck im Landesinneren der Insel zu suchen. Doch hier wurden sie schließlich von Thomas Hayward gestellt und am 9. April auf ihrem Schoner als Gefangene auf die Pandora gebracht. An Händen und Füßen in Ketten gelegt, wurden sie hier in die auf Deck errichtete Käfigvorrichtung („Pandora’s Box“) gesperrt. Bei der Havarie des Schiffs am Great Barrier Reef am 29. August 1791 war Muspratt einer der zehn von vierzehn Gefangenen, die sich von ihren Ketten befreien und von dem untergehenden Schiff retten konnten. Erneut in Ketten gelegt, erreichten sie auf der HMS Gorgon am 19. Juni 1792 den Hafen von Portsmouth.

### Verurteilung
Am 21. Juni 1792 wurden die Gefangenen auf die im Hafen ankernde HMS Hector überstellt. Auf der nebst ihr liegenden HMS Duke wurde am 12. September unter dem Vorsitz von Admiral Hood ein Seegericht einberufen, vor dem sie sich zu verantworten hatten. Die Anklage lautete meuterisches Davonlaufen auf dem Schiff Bounty und Desertieren aus dem Dienst seiner Majestät.
Zu seiner Verteidigung gab Muspratt an, gemeinsam mit Schiffskoch Hall am Morgen der Meuterei das Deck betreten zu haben, um Holz zu spalten. Dabei sei er und der diensthabende Fähnrich Thomas Hayward kurz nach fünf Uhr von einem vor dem Bug schwimmenden Hai abgelenkt wurden, woraufhin der wachhabende Offizier Fletcher Christian angeboten habe, unter Deck eine Muskete hohlen zu gehen, um den Hai zu schießen. Doch tatsächlich sei Christian wenige Augenblicke später mit einer Gruppe Seemänner und mit Entermessern bewaffnet auf das Deck zurückgekehrt, worauf die Meuterei ihren Anfang nahm. Muspratt leugnete nicht in deren Verlauf eine Muskete in die Hand genommen zu haben, allerdings nur um sich auf einen möglichen Widerstand gegen die Meuterer vorzubereiten, die der Steuermann John Fryer zu organisieren beabsichtigt habe. Nachdem aber Fryer in die Barkasse gezwungen worden war, ohne dass dabei von den Offizieren ein Widerstand ausgegangen wäre, habe er die Muskete wieder niedergelegt. Seinen Verbleib auf dem Schiff erklärte er aus demselben Motiv, hatte Fryer doch an die Loyalisten die Weisung ausgegeben, wenn möglich an Bord zu bleiben, um eine spätere Rückeroberung des Schiffs zu unternehmen.
Das Gericht ließ sich von dieser Erklärung nicht überzeugen, die Muspratt offensichtlich mit den ähnlich argumentierenden Angeklagten Thomas Burkett, John Millward und Thomas Ellison abgesprochen hatte und die auch kein Zeuge der Anklage bestätigen wollte. Alle vier wurden schuldig gesprochen und zum Tod durch den Strang verurteilt. Sofort nach dem Urteil legte Muspratt dagegen Berufung ein, da ihm während seiner Aussage die Befragung von Zeugen, die zu seiner Entlastung hätten aussagen können, verwehrt worden ist. Entsprechend wurde seine für den 29. Oktober angesetzte Hinrichtung ausgesetzt. Am 11. Februar 1793 musste das Gericht einen Verfahrensfehler einräumen und das Urteil aufheben, worauf der Verurteilte dem Grundsatz Ne bis in idem folgend, wonach eine Person in derselben Sache nicht zwei Mal bestraft werden kann, sofort freigelassen wurde.

### Späte Jahre
Noch im Jahr 1793 hatte Muspratt als Seemann der HMS Bellerophon ein Testament verfasst. Er konnte also seine seemännische Laufbahn auf den selbem Schiff wieder aufnehmen, auf dem auch der begnadige Fähnrich Peter Heywood seine Karriere fortsetzte. Kommandant dieses Schiffs war dessen angeheirateter Onkel Sir Thomas Pasley. Wann und unter welchen Umständen Muspratt starb, ist unbekannt. Sein Testament wurde 1798 eröffnet, in dem als einziger Begünstigter sein Bruder Joseph aufgeführt war, der zu Fareham bei Gosport lebte.
Muspratts juristischer Vertreter war der Anwalt Stephen Barney, der 1794 in Zusammenarbeit mit Edward Christian eine Veröffentlichung der Gerichtsprotokolle unternahm, um dem bereits vor dem Verfahren veröffentlichten Narrativ William Blighs mit einer Gegendarstellung zu begegnen.

## Fiktionale Darstellung
- Meuterei auf der Bounty (1935), dargestellt von Stanley Fields.

## Erlebnisberichte
- Bligh, William, A voyage to the South sea, undertaken by command of His Majesty, for the purpose of conveying the bread-fruit tree to the West Indies, in His Majesty’s ship the Bounty, commanded by Lieutenant William Bligh. London 1792.
- Edwards, Edward, Voyage of H.M.S. ‘Pandora’ despatched to arrest the mutineers of the ‘Bounty’ in the South Seas, 1790–91. Hrsg. von Basil Thomson. London 1915.
- Hamilton, George, A Voyage Round the World, in His Majesty’s Frigate Pandora. Performed Under the Direction of Captain Edwards in the Years 1790, 1791, and 1792. Sydney 1998.
- Morrison, James, Mutiny and Aftermath: James Morrison’s Account of the Mutiny on the Bounty and the Island of Tahiti. Hrsg. von Vanessa Smith, Nicholas Thomas. University of Hawaiʻi Press 2013.

## Weblink
- whalesite.org

| Personendaten    | Personendaten                    |
| ---------------- | -------------------------------- |
| NAME             | Muspratt, William                |
| KURZBESCHREIBUNG | britischer Seemann               |
| GEBURTSDATUM     | 1759                             |
| GEBURTSORT       | Maidenhead                       |
| STERBEDATUM      | unsicher: zwischen 1793 und 1798 |